# 2816 Pien
2816 Pien eller 1982 SO är en asteroid i huvudbältet som upptäcktes den 22 september 1982 av den amerikanske astronomen Edward L.G. Bowell vid Anderson Mesa Station. Den är uppkallad efter astronomen Armand Pien.
Asteroiden har en diameter på ungefär 28 kilometer.